# Ajijas Cotonou
L'Ajijas Cotonou est un club de football béninois, jouant dans la ville de Cotonou.

## Histoire
Le club est fondé dans les années 1970 sous le nom d'Ajijas Cotonou.

## Stade
L'équipe joue au Stade Charles de Gaulle.

## Palmarès
En 1981, le club remporte le championnat du Bénin .